# 抗體依賴性細胞毒殺過敏反應
第二型致病免疫反應（tissue-specific or cytotoxic hypersensitivity），又稱為抗體誘發型過敏 ，其起因為患者免疫系統所產生的抗體會對於患者細胞上的抗原產生免疫反應。細胞毒殺作用主要是對抗外來細菌或病毒，但此過敏反應是免疫細胞毒殺正常的細胞或危害到正常的生理反應。這些抗原有可能是內源的（也就是自身細胞本身就有的）或是外源的（自身細胞從外來病原得到的）。而帶有這些抗原的自身細胞會被巨噬細胞或樹突狀細胞等抗原呈現細胞所辨認。進而引起由B細胞主導的體液免疫，產生對抗自身細胞的抗體。
第二型致病免疫反應常見的例子是ABO血型不相容（輸血反應）、RH血型不合反應。由紅血球上所攜帶的抗原，可以將之分成不同種類。在當某人輸錯血時，會導致此人發生血球瓦解的危險，嚴重時會導致腎衰竭。因為當某人的血型為A型時，他的血清中含有能辨識B型糖分子的抗體，一旦輸錯B型血時，那人的抗體會結合到進入他體內的紅血球（表面具有B型糖分子），引發免疫反應，將B型紅血球消滅，反之亦然。而RH血型不合反應的情況是：如果母親第一次懷胎時，母親的為RH陰性，胎兒的血血球為RH陽性。在生產過程中胎兒的血液會進到母親的體內，母親的血球內就會產生抗RH陽性抗原之抗體IgG。當母親第二次懷孕時，如果懷的胎兒血球又是RH陽性，母親體內的IgG就會透過胎盤進入胎兒體內進行不正常的免疫反應。
第二型致病免疫反應中，參與的抗體以IgM、IgG為主（與第I型不同）。IgM和IgG會與特定抗原結合，而黏接在細胞上的抗體會藉由經典途徑引發補體系統活化。補體有幾種方式直接將目標細胞破壞，例如將微生物的細胞膜打洞（補體系統膜攻擊複合物），這個反應通常需要幾個小時至一天。
第二型致病免疫反應會影響到原本健康完整的細胞。譬如說，溶血性貧血溶血性貧血就是紅血球細胞膜被免疫系統所溶解；重症肌無力是乙醯膽鹼受器被自身抗體破壞；古巴斯捷氏症候群（Goodpasture syndrome，GPS）是肺臟與腎臟的基底膜被自身抗原攻擊。
另外一種形式的第二型致病免疫反應叫做抗原媒介-細胞毒性反應（cytotoxic reaction），簡稱為ADCC（antibody-dependent cell-mediated cytotoxicity）。如果目標細胞表面，表現出可被體內IgG辨識的抗原，IgG就會與之結合。由於自然殺手細胞（NK cell）或吞噬細胞表面具可認識IgG的Fc γ(CD16)受體；當自然殺手細胞或吞噬細胞與IgG結合後，便會破壞已經和IgG結合的目標細胞。

## 治療方法
若母親第一次懷胎時，母親的血球為RH陰性，胎兒的血球為RH陽性。生產後需立刻幫母親注射抗RH抗原之抗體。減少母親產生抗RH抗原被動式免疫機會，使母親無法產生足夠的RH陽性抗體。

## 參看
- 第一型致病免疫反應
- 第三型致病免疫反應（英语：Type III hypersensitivity）
- 第四型致病免疫反應
- 第五型致病免疫反應